# رويس كلايتون
رويس كلايتون (بالإنجليزية: Royce Clayton) هو لاعب كرة قاعدة أمريكي، ولد في 2 يناير 1970 في بربانك في الولايات المتحدة.

## وصلات خارجية
- رويس كلايتون على موقع دوري كرة القاعدة الرئيسي (الإنجليزية)
- رويس كلايتون على موقعبيزبول رفرنس.كوم (الدوري الرئيسي) (الإنجليزية)
- رويس كلايتون على موقعبيزبول رفرنس.كوم (الدوري الثانوي) (الإنجليزية)
- رويس كلايتون على موقع إي إس بي إن.كوم (أم.أل.بي) (الإنجليزية)
- رويس كلايتون على موقع مشجعي الرسوم البيانية (الإنجليزية)
- رويس كلايتون على موقع IMDb (الإنجليزية)